# Lynn Libett
Lynn Nicholas Libett, dit Nick Libett, né le 9 décembre 1945 à Stratford au Canada, est un joueur de hockey sur glace.

## Carrière
Il joue pour les Red Wings de Détroit de 1967 à 1979 avant de rejoindre les Penguins de Pittsburgh de 1979 à 1981, où il termine sa carrière professionnelle,.
Il inscrit 504 points en 982 matchs de LNH.